# PGC 12
LEDA/PGC 12 ist eine Spiralgalaxie vom Hubble-Typ Sa pec?, die etwa 300 Millionen Lichtjahre am äußersten Rand des Sternbildes Walfisch liegt.
Am 6. August 1951 wurde die Supernova SN 1951F in dieser Galaxie lokalisiert.

## Erscheinungsbild
PGC 12 besitzt einen scheinbaren Durchmesser von 1,6 × 0,3 Winkelminuten, wodurch die Galaxie auf ihrer langen Achse rund 19-mal kleiner und auf ihrer kurzen Achse 100-mal kleiner als der ungefähre scheinbare Monddurchmesser von der Erde aus (≈ 30′) ist. Aufgrund dieser Tatsache sowie einer im blauen Lichtspektrum ermittelten scheinbaren Helligkeit von rund 16,4 Magnituden (zirka 153.000-mal dunkler als die bei dunklem Himmel sichtbare Andromedagalaxie) ist PGC 12 für das bloße menschliche Auge vollständig unsichtbar.

## Physikalische Eigenschaften
Sie besitzt eine ungefähre Rotverschiebung von z = 0,02184; die daraus errechnete Entfernung liegt zwischen 85 und 97 Megaparsec (zwischen 280 und 320 Millionen Lichtjahren). Vom Sonnensystem aus entfernt sich PGC 12 mit einer errechneten Radialgeschwindigkeit von näherungsweise 6200 Kilometern pro Sekunde. Der Durchmesser der Galaxie wird auf ca. 124.000 Lichtjahre geschätzt.

## Nahe astronomische Objekte
In einem Radius von sechs Winkelminuten um PGC 12 liegen der Galaxienhaufen MOO J2359-0624 sowie die Galaxien PGC 1033855 und PGC 1034336. Zudem fand die Supernova LSQ 12egy in diesem Umkreis statt.